# Galålokarna
Galålokarna är varandra näraliggande sjöar i Bergs kommun i Jämtland och ingår i Ljungans huvudavrinningsområde.
- Galålokarna (Ovikens socken, Jämtland, 698287-139491), sjö i Bergs kommun, 62°56′28″N 13°44′06″Ö / 62.941°N 13.7351°Ö
- Galålokarna (Ovikens socken, Jämtland, 698299-139461), sjö i Bergs kommun, 62°56′31″N 13°43′45″Ö / 62.942°N 13.7291°Ö